# Le Soliste
Pour plus de détails, voir Fiche technique et Distribution.
Le Soliste (The Soloist) est un film américano-britanno-français réalisé par Joe Wright, sorti en 2009. Le scénario, signé Susannah Grant, est tiré du livre de Steve Lopez qui raconte l'histoire vraie de sa rencontre avec Nathaniel Ayers.

## Synopsis
Fasciné par la musique que Nathaniel Ayers, un SDF schizophrène, arrive à produire avec un violon n'ayant que deux cordes, Steve Lopez, chroniqueur au Los Angeles Times, va à sa rencontre et gagne la confiance de cet homme qui, apprend-il, a étudié le violoncelle à la Juilliard School de New York, vingt ans plus tôt, avant de perdre pied.
La parution d'un premier texte de Lopez au sujet de Nathaniel Ayers incite une violoncelliste retraitée à lui faire don de son instrument, par l'intermédiaire du journaliste. Saisissant l'opportunité, ce dernier force Nathaniel à laisser son violoncelle dans un centre pour sans-abri, pour ainsi l'obliger à fréquenter le lieu. Steve, qui vit seul depuis son divorce avec son éditrice, multiplie les efforts pour ramener Nathaniel à la vie active. Mais ses maladresses mettent à rude épreuve leur amitié.

## Fiche technique
Sauf indication contraire, les informations mentionnées dans cette section peuvent être confirmées par les bases de données cinématographiques IMDb et Allociné,  présentes dans la section « Liens externes ».
- Titre original : The Soloist
- Titre français : Le Soliste
- Réalisateur : Joe Wright
- Scénario : Susannah Grant, d'après le livre The Soloist: A Lost Dream, an Unlikely Friendship, and the Redemptive Power of Music de Steve Lopez
- Musique : Dario Marianelli
- Direction artistique : Greg Berry, Eric Luling et Suzan Wexler
- Décors : Sarah Greenwood
- Costumes : Jacqueline Durran
- Photographie : Seamus McGarvey
- Son : Craig Berkey, Christopher Scarabosio
- Montage : Paul Tothill
- Production : Gary Foster et Russ Krasnoff
  - Production déléguée : Tim Bevan, Eric Fellner, Jeff Skoll et Patricia Whitcher
  - Production associée : Josephine Davies
  - Coproduction : Rikki Lea Bestall, Eric Heffron et Leeann Stonebreaker
- Sociétés de production :
  - États-Unis : Krasnoff Foster Productions, en association avec Participant Media, présenté par Dreamworks Pictures et Universal Pictures
  - Royaume-Uni : en association avec Working Title Films
  - France : en association avec Studiocanal
- Sociétés de distribution : Paramount Pictures (États-Unis, Canada) ; Studiocanal (France) ; Universal Pictures International (Royaume-Uni, Suisse)[1]
- Budget : 60 millions USD[2]
- Pays de production :  États-Unis,  Royaume-Uni,  France[3]
- Langue originale : anglais
- Format : couleur (DeLuxe) — 35 mm — 2,35:1 (Panavision) — son Dolby Digital / SDDS / DTS
- Genre : biopic, drame, musical
- Durée : 117 minutes
- Dates de sortie[4] :
  - États-Unis, Canada : 24 avril 2009
  - Royaume-Uni : 25 septembre 2009
  - France : 23 décembre 2009[5]
  - Suisse : 31 décembre 2009[1]
- Classification[6] :
  - États-Unis : accord parental recommandé, film déconseillé aux moins de 13 ans (PG-13 - Parents Strongly Cautioned)[N 1]
  - Royaume-Uni : les enfants de moins de 12 ans doivent être accompagnés d'un adulte (12A - Suitable for 12 years and over)[7]
  - France : tous publics[8]

## Distribution
Légende : Version Française (VF) ; Version Québécoise (VQ)
- Robert Downey Jr. (VF : Bernard Gabay ; VQ : Daniel Picard) : Steve Lopez, journaliste au Los Angeles Times
- Jamie Foxx (VF : Julien Meunier ; VQ : Pierre Auger) : Nathaniel Ayers
- Catherine Keener (VF : Carole Franck ; VQ : Nathalie Coupal) : Mary, ex-épouse de Steve
- Nelsan Ellis (VQ : Martin Desgagné) : David, responsable au LAMP
- Tom Hollander (VQ : Patrice Dubois) : Graham Laydon, le professeur de Nathaniel
- Lisa Gay Hamilton : Jennifer Ayers
- Nelsan Ellis : David Carter
- Rachael Harris : Leslie Boom
- Stephen Root : Curt Reynolds
- Lorraine Toussaint : Flo Ayers
- Justin Martin : Nathaniel, jeune
- Jena Malone : Technicienne de laboratoire
- Octavia Spencer : Femme perturbée

## Distinctions

### Récompenses
- Festival du film de Sarlat 2009 : Grand Prix Spécial pour Joe Wright
- Prism Award 2010 : Prism Award du long métrage – Santé mentale

### Nominations
- Black Reel Awards 2010 : meilleur acteur pour Jamie Foxx
- Prism Award 2010 :
  - Performance dans un long métrage pour Jamie Foxx
  - Performance dans un long métrage pour Robert Downey Jr.

## Éditions en vidéo
- En France, le film Le Soliste est sorti en DVD et VOD le 27 avril 2010[12],[5].